# Vychuchol povolžský
Vychuchol povolžský (Desmana moschata) je jeden z posledních dvou přeživších druhů vychucholů (druhým je vychuchol pyrenejský).

## Rozšíření
Vychuchol povolžský se vyskytuje v povodí řek Volha, Ural, Dněpr a Don na území Ruska, Ukrajiny a Kazachstánu. Roku 1961 byl uměle vysazen na řece Uj v Čeljabinské oblasti v Baškirsku (západní Sibiř), odkud se rozšířil v povodí řeky Tobol.

## Popis
Vychuchol je při hmotnosti od 400 do 520 gramů dlouhý 18–21 cm, dalších 17–20 cm připadá na ocas. Nápadným znakem je dlouhý chobotovitý rypák s dvěma uzavíratelnými nozdrami. Na přední části hlavy se nacházejí dlouhé hmatové vousy. Oči jsou zakrnělé, naopak sluch velmi dobrý. Ušní otvory se při ponoru zavírají klapkami. Končetiny jsou krátké, pětiprsté, s prohnutými drápy, na zadních nohách je plovací blána. Ocas je ze stran sploštělý, s množstvím pachových žláz. Kožešina je hustá, hnědě zbarvená na hřbetě, stříbřitě bílá na břiše. Chlupy jsou u těla tenké, ke konci se rozšiřují. Při ponoření do vody kožešina zadržuje vzduch; toho využívá parazitický brouk Platypsyllus castoris.
Ač se vzhledově podobá ondatrám či jiným hlodavcům, vychuchol je ve skutečnosti zástupcem čeledi krtkovitých, patřících mezi hmyzožravce. Podobně jako krtek je prakticky slepý a většinu podnětů získává pomocí Eimerových orgánů na špičce svého dlouhého čumáku.
Vychuchol si vyhrabává nory na březích stojatých či pomalu tekoucích vod v zalesněných oblastech. Nora je dlouhá 2–3 m, s vchodem pod vodou a horizontální suchou chodbou s komorami. V době záplav vychuchol opouští zatopené nory a ukrývá se ve vegetaci nebo v krátkých dočasných norách.

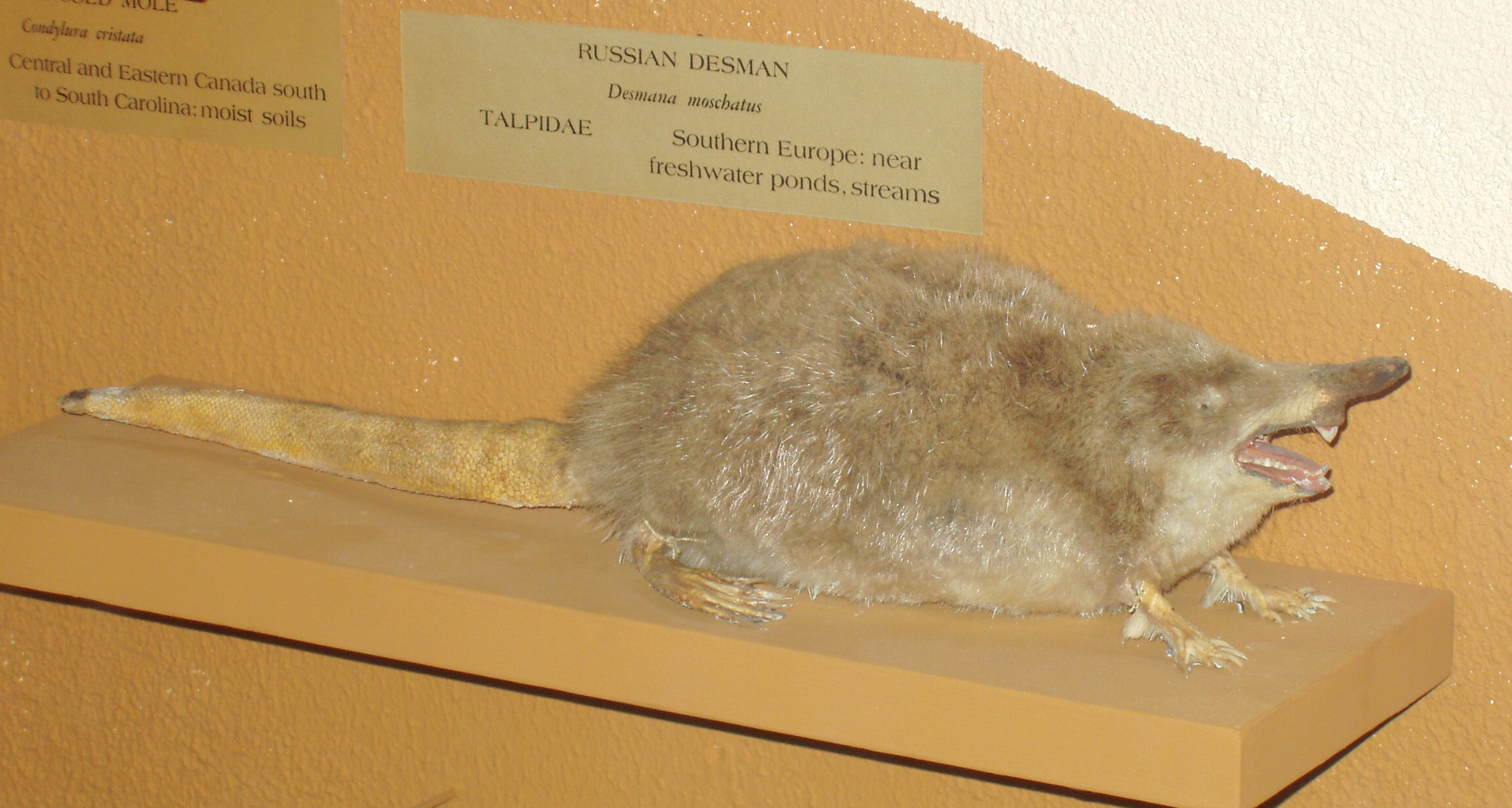
Desmana moschata

Nejraději má hustě zarostlé vodní plochy s dostatkem mlžů, hmyzu, raků a obojživelníků. Pod vodou vydrží 3–4 minuty, ale obvyklá doba ponoru je cca 1 minuta. Nemůže-li nad hladinu k nádechu, do 5–6 minut se utopí. Žije většinou v malých skupinách o 2 až 5 členech, na zimu se shlukuje do početnějších skupin. V přírodě se dožívá čtyř let, v zajetí pěti.
Pohlavní zralosti nabývá v 10–11 měsících. Mláďat se po 45–50 dnech březosti rodí 1 až 5, jsou slepá a holá, o hmotnosti jen 2–3,3 g. Osamostatní se ve věku 4–5 měsíců.
Vychuchol se živí především drobnými živočichy - pijavkami, mlži a dalšími měkkýši, larvami, někdy drobnými rybkami. V zimních měsících využívá i rostlinnou stravu.

## Ochrana

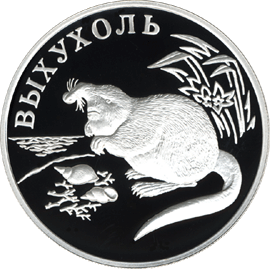
Jednorublová mince z edice "Červená kniha".

Vzhledem k hustému kožichu byl vychuchol povolžský vyhledávaným kožešinovým zvířetem. V seznamu ohrožených druhů Ruska je zařazen v kategorii 1 - ohrožen vymizením.
I přes ochranu jeho populace nadále klesá, zejména vinou ztráty habitatů, zhoršení kvality vodních zdrojů a zavlečení nepůvodní ondatry. V roce 1975 byla volně žijící populace odhadována na 70 000 kusů, v roce 2004 jich bylo již jen 35 000. V některých oblastech Ruska však zřejmě populace opět rostou.